# Liste der Kulturgüter in Gurtnellen
Die Liste der Kulturgüter in Gurtnellen enthält alle Objekte in der Gemeinde Gurtnellen im Kanton Uri, die gemäss der Haager Konvention zum Schutz von Kulturgut bei bewaffneten Konflikten, dem Bundesgesetz vom 20. Juni 2014 über den Schutz der Kulturgüter bei bewaffneten Konflikten sowie der Verordnung vom 29. Oktober 2014 über den Schutz der Kulturgüter bei bewaffneten Konflikten unter Schutz stehen.
Objekte der Kategorie A sind im Gemeindegebiet nicht ausgewiesen, Objekte der Kategorie B sind vollständig in der Liste enthalten, Objekte der Kategorie C fehlen zurzeit (Stand: 1. Januar 2023).

## Kulturgüter
| Foto |                                                                                              | Objekt                                                            | Kat. | Typ | Standort                                    | Beschreibung                                                             |
| ---- | -------------------------------------------------------------------------------------------- | ----------------------------------------------------------------- | ---- | --- | ------------------------------------------- | ------------------------------------------------------------------------ |
| ja   | Datei hochladen · Wikidata zu Reussbrücke bei Amsteg - Teil Gurtnellen (Q122677843)          | Reussbrücke bei Amsteg (Plattibrücke) KGS-Nr.: 02248              | B    | G   | Gotthardstrasse / Platti 694001 / 180363    | Objekt liegt hälftig auf dem Gemeindegebiet von Silenen (KGS-Nr. 11564). |
| BW   | Datei hochladen · Wikidata zu Kapelle St. Anna (mit Durchgang des Gotthardweges) (Q29890342) | Kapelle St. Anna (mit Durchgang des Gotthardweges) KGS-Nr.: 05839 | B    | G   | Wiler, Gotthardstrasse 45.1 690440 / 175709 |                                                                          |
| BW   | Datei hochladen · Wikidata zu Wiler Gurtnellen, Altes Schulhaus (Q29890341)                  | Altes Schulhaus KGS-Nr.: 05841                                    | B    | G   | Wiler, Bahnhofplatz 12 690468 / 175960      |                                                                          |
| BW   | Datei hochladen · Wikidata zu Bergheimatschule (Grosshus) (Q29890337)                        | Bergheimatschule KGS-Nr.: 11295                                   | B    | G   | Grosshus 1 690739 / 177065                  |                                                                          |
| BW   | Datei hochladen · Wikidata zu Kapelle Maria Hilf (Q29890339)                                 | Kapelle Maria Hilf KGS-Nr.: 11450                                 | B    | G   | Richligen, Arnistrasse 18.1 691113 / 178083 |                                                                          |